# مایکل استیل
 مایکل استیل (انگلیسی: Michael Steele؛ زادهٔ ۱۹ اکتبر ۱۹۵۸) یک سیاست‌مدار اهل ایالات متحده آمریکا است.